# 浅間塚古墳
浅間塚古墳（せんげんづかこふん）は、埼玉県行田市にある円墳である。埼玉古墳群のすぐ東にあるため、同古墳群の一部とされることもある。別名・浅間山古墳（せんげんやまこふん）。墳頂には延喜式の式内社である前玉神社（さきたまじんじゃ）が鎮座している。

## 概要
高さ8.7メートル、直径58メートルの円墳であり、市内の八幡山古墳、白山神社古墳と並行する7世紀前半の築造と思われる。最近まで古墳なのか、それとも後世に築造された塚なのか、議論されていたが、1997年（平成9年）と1998年（平成10年）の発掘調査で幅10メートルの周濠が確認され、古墳であることが明らかになっている。変形が激しく、元々は『新編武蔵風土記稿』に記されている大きさから、前方後円墳であったという説もある。現地案内板では円墳説を採っている。出土品に関しては不明。
墳丘頂部に前玉神社が鎮座しているため、周りには歌碑などが多い。古墳のすぐ側には、消滅した若王子古墳の石室の天井石で造られた日露戦役記念碑が有る。

## 風景

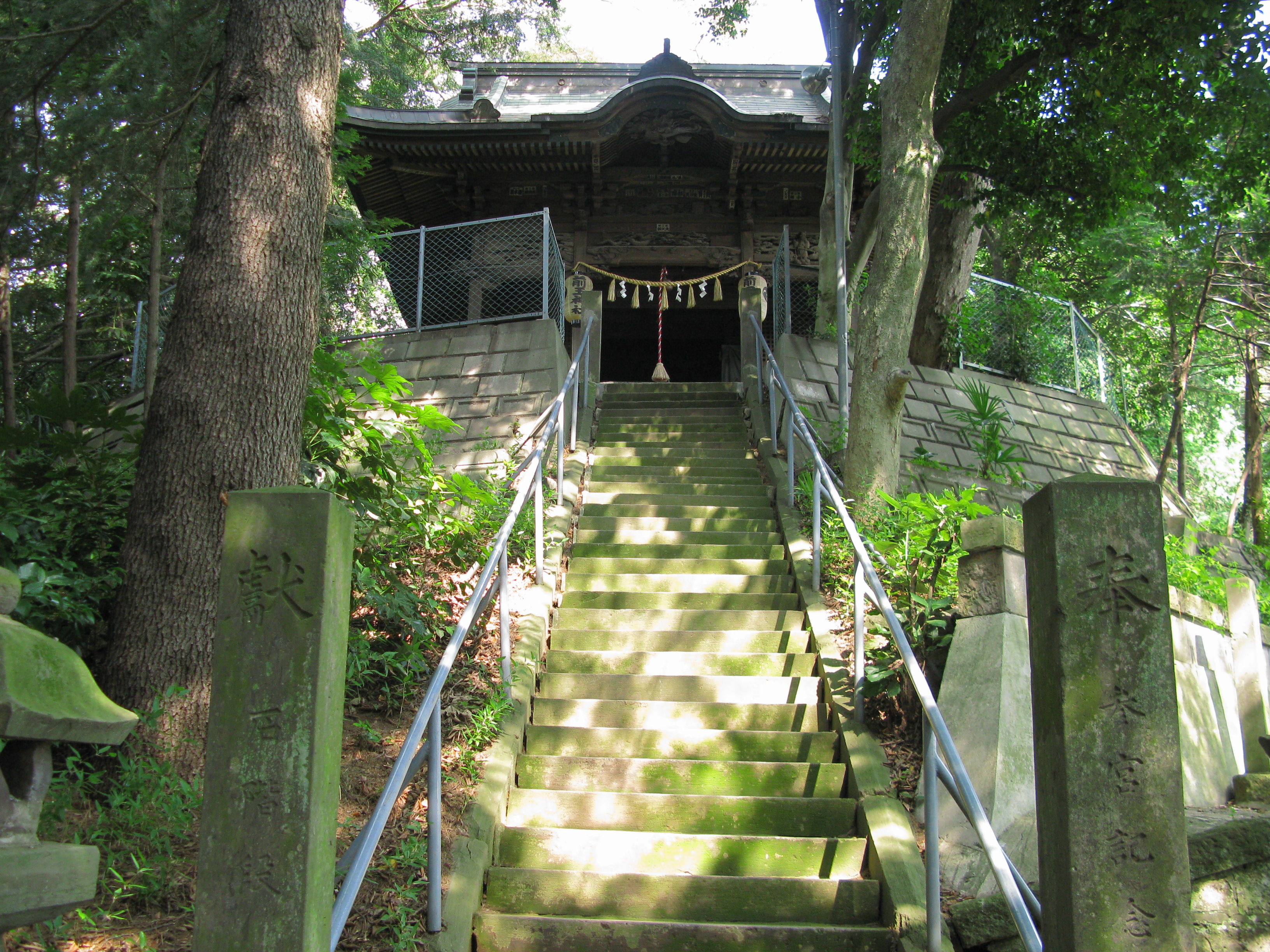
墳頂に鎮座する前玉神社の社殿
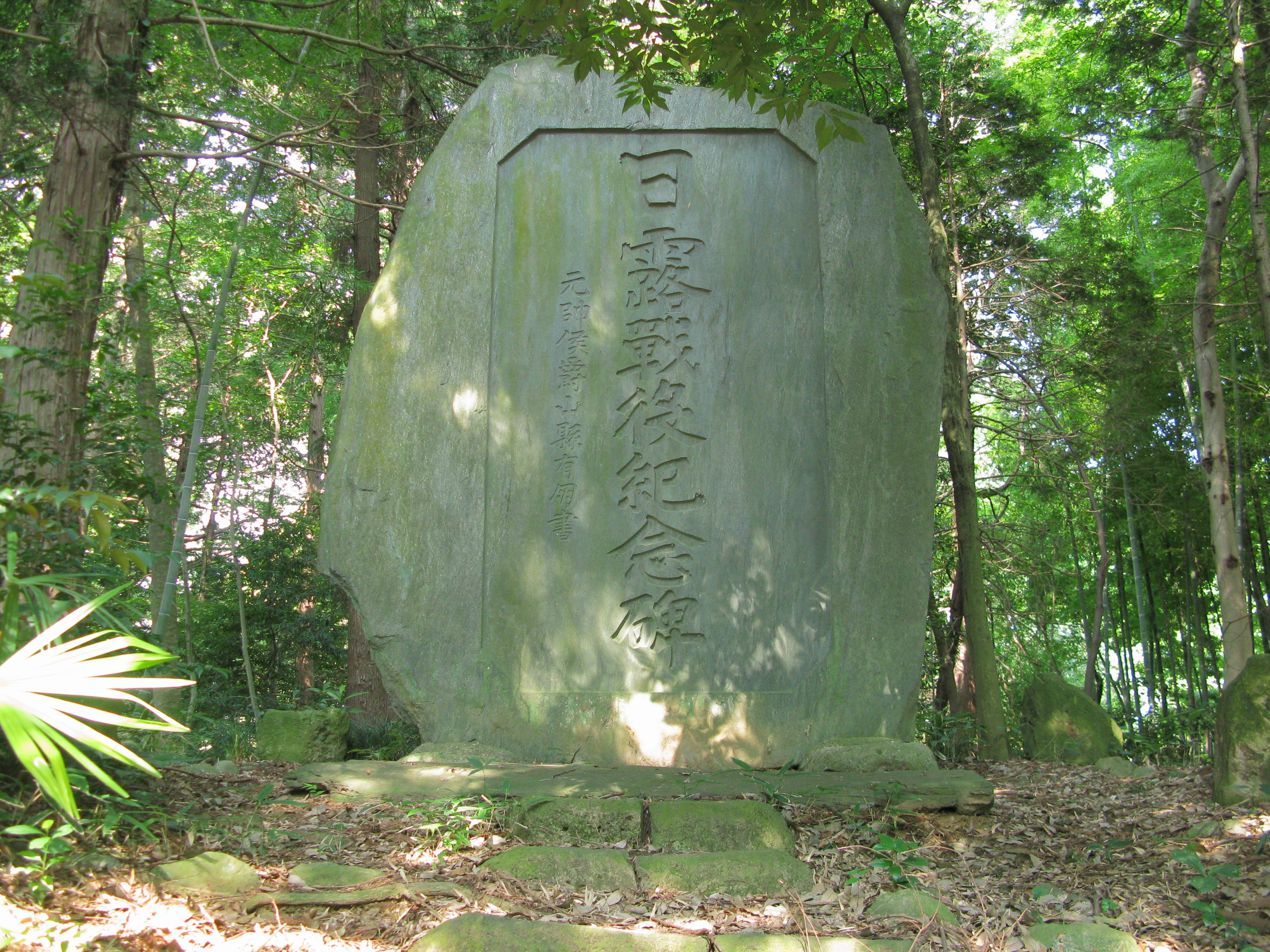
境内に安置されている日露戦役記念碑